# Tercious Malepe
Repo Tercious Malepe (18 de fevereiro de 1997) é um futebolista profissional sul-africano que atua como defensor, atualmente defende o Moroka Swallows.

## Carreira
Tercious Malepe fez parte do elenco da Seleção Sul-Africana de Futebol nas Olimpíadas de 2016.